# Storia di Setne e del libro di Naneferkaptah
Storia di Setne e del libro di Naneferkaptah appartiene ad un ciclo di racconti che costituiscono i capolavori della narrativa in lingua demotica, nell'ambito della letteratura egizia antica.

Il genere è il racconto fantastico a sfondo soprannaturale e magico, dalla trama articolata e complicata e piena di colpi di scena.

## Storia

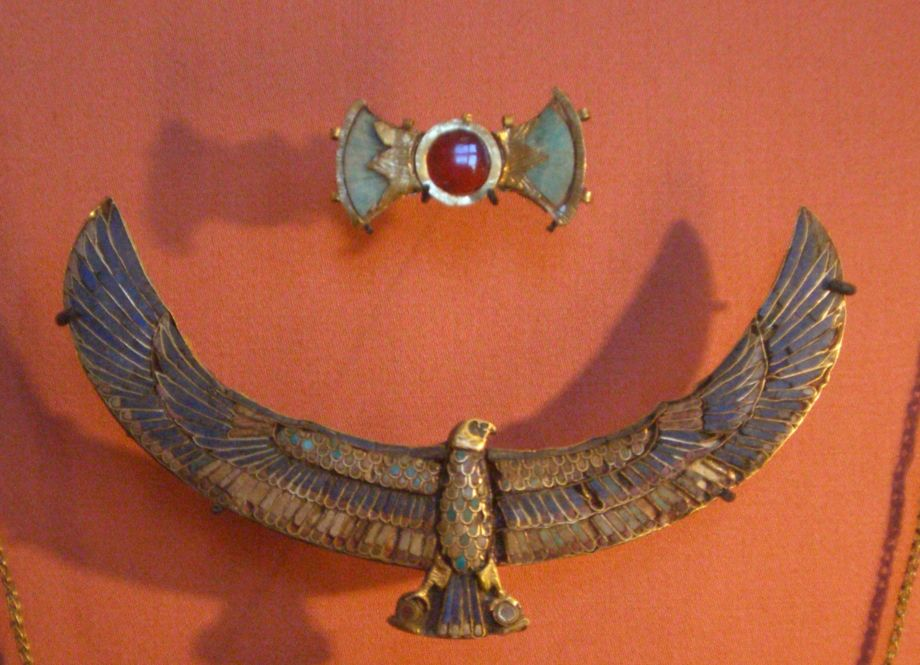
Statua e preziosi ritrovati a Saqqara sulla mummia di Khaemuaset (Setne nel racconto).

Il protagonista di questo ciclo di racconti è Khaemuaset, il sommo sacerdote del Dio Ptah, figlio del Faraone Ramses II.

Il nome con cui viene indicato nel racconto deriva da setem che significa sommo sacerdote. 

Il racconto noto anche con il nome "Setne I" ci è pervenuto su papiro risalente circa al III secolo a.C., proveniente da Tebe ed ora conservato al Museo de Il Cairo.
È curiosa la cronaca anche del ritrovamento del papiro di questa storia, accaduto nel lontano 1864, visto che il manoscritto era collocato nello scrigno della tomba di un sacerdote copto che conteneva anche una raccolta di preghiere.

## Trama
Il racconto narra le peripezie di Setne, figlio del re, sapiente e mago senza pari, che viene sospinto da un uomo incontrato casualmente (o da un incantesimo), a scendere nella tomba di Naneferkaptah, figlio del Faraone Merneptah, per recuperare un libro di magie che gli consentirebbe, una volta posseduto, di effettuare ed assistere a riti soprannaturali straordinari, interpretare il linguaggio degli animali e soprattutto conservarsi intatto anche da morto.
Una volta informato il padre dello strano incontro, avuto in realtà con lo stesso Naneferkaptah, celeberrimo mago, che era alla ricerca dei corpi della moglie e del figlio e per questo motivo voleva utilizzare l'ignaro Setne per il trasporto degli stessi da Copto fino a Menfi, Setne scende nella tomba dove lo spirito della moglie di Naneferkaptah, cerca di dissuaderlo dall'impresa rammentandogli i dolori, le pene e i guai che l'intera sua famiglia ha subito, per lo stesso motivo; oltre a questo, racconta alcuni aneddoti interessanti riguardanti la sua famiglia, come ad esempio quello sulla parentela fra lei ed il marito, che erano fratello e sorella e sulle incredibili vicende del marito andato anche lui a caccia del libro magico, che effettivamente trovò suscitando però lo sdegno delle divinità Thot e Ra che da quel momento si accanirono contro la sua famiglia.
Ma Setne non si lascia suggestionare dal racconto della moglie di Naneferkaptah ed accetta la sfida che quest'ultimo gli lancia, di giocarsi tramite una partita di dama, addirittura la proprietà del libro. La partita viene vinta da Setne che conquista il libro ma viene ammonito dal mago che tanto dovrà ritornare da lui, disperato e umiliato, per riportarglielo indietro. Nel frattempo, sotto l'effetto di un terribile incantesimo escogitato da Naneferkaptah, Setne viene circuito da un'avvenente donna che però avanza pretese assurde, quali l'uccisione dei figli di Setne. Fortunatamente l'incubo finisce e Setne riporta il libro, ed anche i corpi del resto della famiglia al vecchio mago, che ritrova finalmente pace.